# Cappella Bardi (Santa Croce)
La cappella Bardi è la prima a destra della Cappella Maggiore della basilica di Santa Croce a Firenze. Contiene un ciclo di pitture a secco su parete di Giotto, databile al 1325 circa e dedicato a San Francesco d'Assisi.

## Storia
Realizzata una decina d'anni dopo la vicina cappella Peruzzi, fu commissionata dai ricchi mercanti e banchieri fiorentini dei Bardi ed è considerata il testamento artistico del grande pittore, nel quale si trova una summa della sua opera pittorica, sebbene le pitture siano rovinate in più punti per diversi fattori succedutisi nel tempo, a partire proprio dalla tecnica di pittura, in larga parte a secco, dovuta alla necessità di contenere i tempi d'esecuzione in un momento in cui il pittore, celebre in tutta Italia e oltre, non riusciva a far fronte a tutte le richieste, delegando molto alla bottega.
Citata sia dal Ghiberti che dal Vasari, nel Settecento doveva essere ormai in uno stato di conservazione molto precario, anche a causa delle infiltrazioni e delle ripetute alluvioni che più volte avevano allagato la basilica. Fu quindi imbiancata nel 1714 e riscoperta dal 1852, quando venne restaurata con pesanti integrazioni di Gaetano Bianchi, oggi rimosse e conservate in ambienti attigui alla sagrestia della stessa chiesa. Solo nel 1937 poté essere liberato anche l'affresco sopra l'arcone di ingresso. Le pitture, già danneggiate dall'inserimento di monumenti sepolcrali e nascoste dalle ridipinture, vennero saggiate scoprendo un buono stato della superficie pittorica originale. Restaurate nel 1958-1959, sono oggi in condizioni migliori di quelle della vicina cappella Peruzzi.
La maggioranza della critica ritiene i lavori della Cappella Bardi autografi del maestro, seppure con aiuti, tra i quali sono stati fatti i nomi di Maso di Banco e del Maestro di Figline.
Per quanto riguarda la datazione, quasi tutta la critica è concorde nell'assegnare le scene a una fase di poco successiva a quella della cappella Peruzzi, all'interno del medesimo momento stilistico. Un prezioso termine post quem è offerto dalla rappresentazione di san Ludovico di Tolosa con l'aureola, essendo stato canonizzato solo nel 1317. Inoltre opere della fine degli anni venti e dell'inizio degli anni trenta, sia del maestro (Polittico Baroncelli, affreschi nel transetto destro della basilica inferiore di Assisi), sia della scuola (opere Maso di Banco e altri collaboratori a Napoli) mostrano una dipendenza diretta dal ciclo Bardi.

## Descrizione

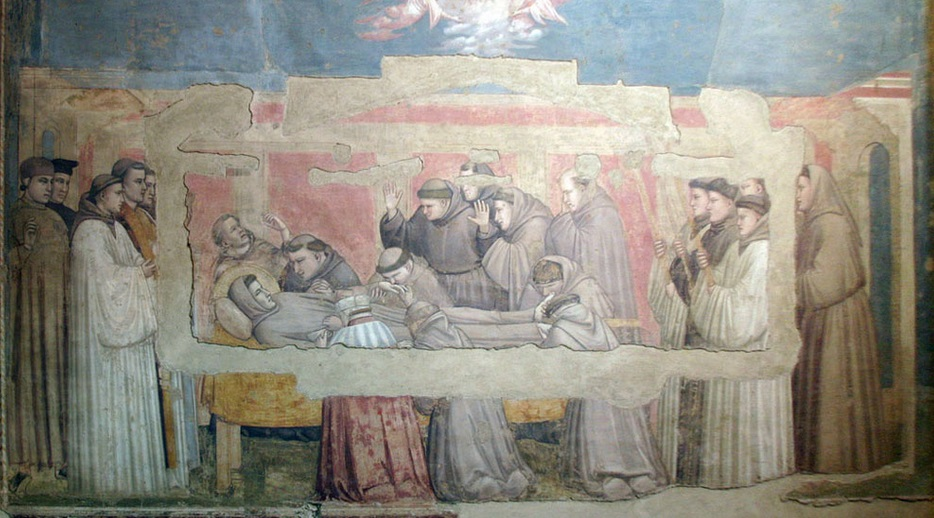
Esequie di san Francesco

Vi sono rappresentati in sei scene Episodi della vita di San Francesco e figure di santi francescani, che riprendono aggiornandoli in senso più espressivo gli stessi temi delle Storie di san Francesco della Basilica superiore di Assisi. Ciascuna parete mostra tre scomparti, divisi nella lunetta e due riquadri sui registri sottostanti. La lettura salta da una parete all'altra, dall'alto al basso. All'esterno, sopra l'arcone, si trova inoltre l'episodio cardine delle Stimmate di san Francesco (390x370 cm) e, entro due medaglioni, Adamo ed Eva. Il ciclo affrescato si legge dall'alto verso il basso.
Inizia sulla parete sinistra:
- San Francesco rinuncia alle vesti davanti al vescovo Guido e al padre Bernardone, 280x450 cm
- Apparizione di san Francesco a sant'Antonio nel Capitolo di Arles , 280x450 cm
- Esequie di san Francesco con l'incredulo Girolamo che cerca le stigmate, 280x450 cm

Sulla parete opposta sono raffigurati: 
- Approvazione della Regola (sulla lunetta),
- Prova del fuoco davanti al Sultano, 280x450 cm
- Visioni di frate Agostino e del vescovo Guido di Assisi, 280x450 cm

Interessante è notare come il Poverello compaia ormai senza barba, nonostante quanto tramandato dalle fonti e quanto già dipinto ad Assisi. Tale scelta si lega in tutta probabilità all'ottica revisionista della corrente conventuale, che tendeva a rivedere le tematiche pauperiste del fondatore e a modificarne l'immagine, rendendolo più "civile".
Sulla parete di fondo sono dipinte nicchie con santi a tutta figura, delle quali sono leggibili solo una Santa Chiara (230x70 cm), un San Ludovico di Tolosa (230x70 cm) e una Sant'Elisabetta d'Ungheria parzialmente perduta; resti di cornici dipinte si vedono anche nello spessore della finestra.
Giotto dipinse anche le quattro vele con le Quattro Virtù teologali entro medaglioni.
La vetrata disegnata da Jacopo del Casentino proviene dalla vicina Cappella Velluti.

### Rinuncia dei beni

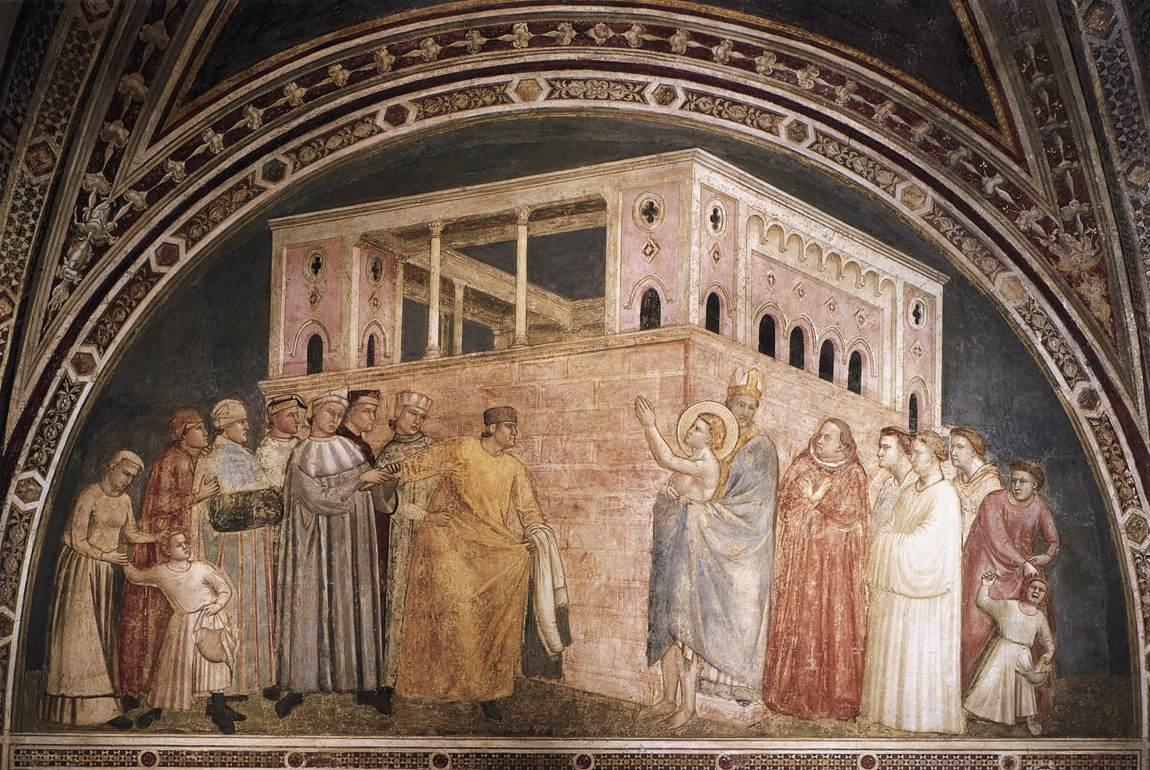
Rinuncia dei beni

I personaggi appaiono disposti come nella scena di Assisi, ma dall'espressività ormai molto più matura, con i due gruppi contrapposti di Francesco in preghiera seminudo, coperto dal vescovo e seguito da altre figure di religiosi, e quello del padre Bernardone che, infuriato, viene trattenuto da un uomo. Alle estremità due monellacci, con cestini in mano, tirano sassi al "pazzo" e vengono ripresi dalle madri che li prendono per i capelli e li fanno piangere.
Molto più interessante appare lo sfondo, dove gli edifici di matrice gotica hanno lasciato lo spazio a una grande palazzo classico, scorciato di lato in maniera da assecondare il punto di vista ideale, al centro della cappella, dello spettatore. Oltre un'alta fascia a bugnato si aprono una serie di ambienti finestrati e logge che mostrano, al centro, un peristilio, di sorprendente modernità protorinascimentale. Lo spigolo dell'edificio cade in corrispondenza di Francesco, pietra d'angolo del nuovo ordine e della riforma della Chiesa, con le due pareti di scorcio che acuizzano il distacco e l'incomunicabilità tra i due gruppi, quasi fossero nascosti l'uno all'altro ai lati dell'edificio. Si viene e a generare inoltre una forma triangolare che riempie la lunetta con grande efficacia. La scena farà da spunto per Taddeo Gaddi e i suoi edifici in tralice, che verranno sviluppati in scene come la Presentazione della Vergine al Tempio nella vicina Cappella Baroncelli.

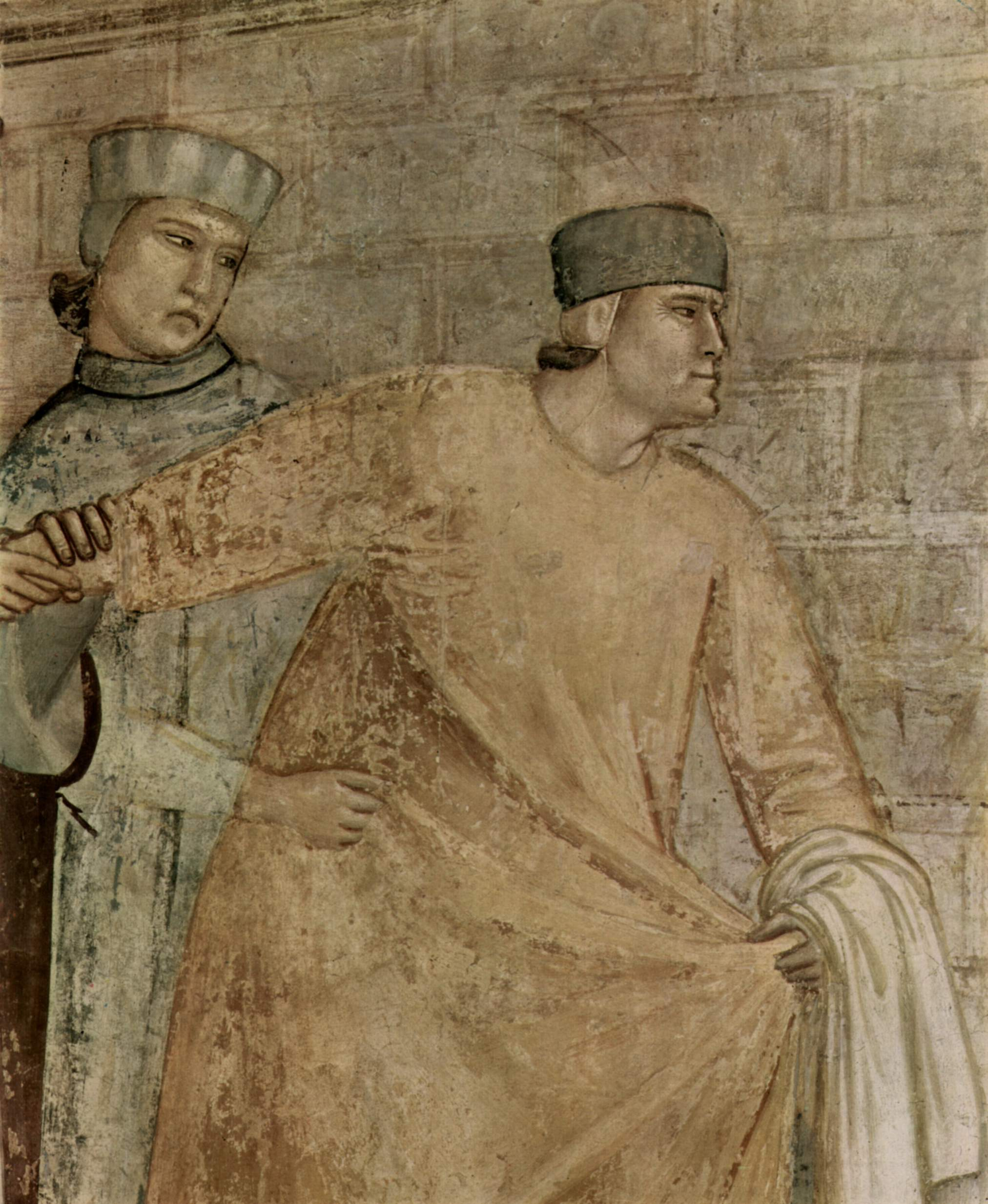
Dettaglio
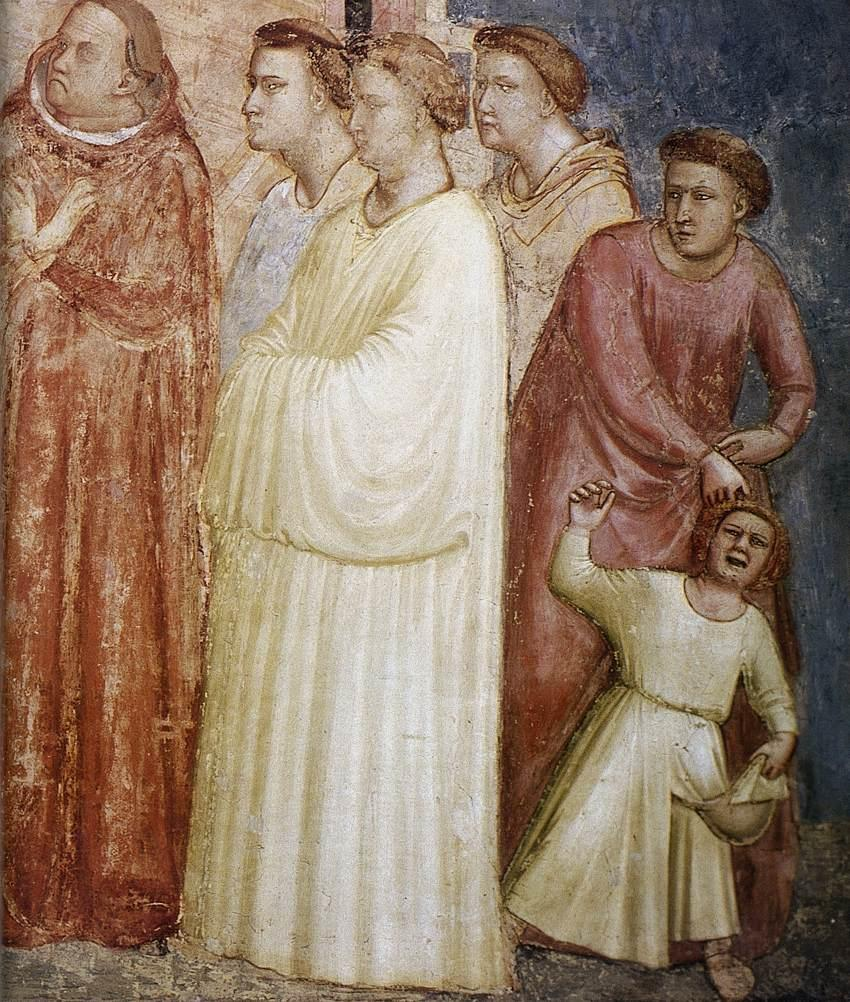
Dettaglio
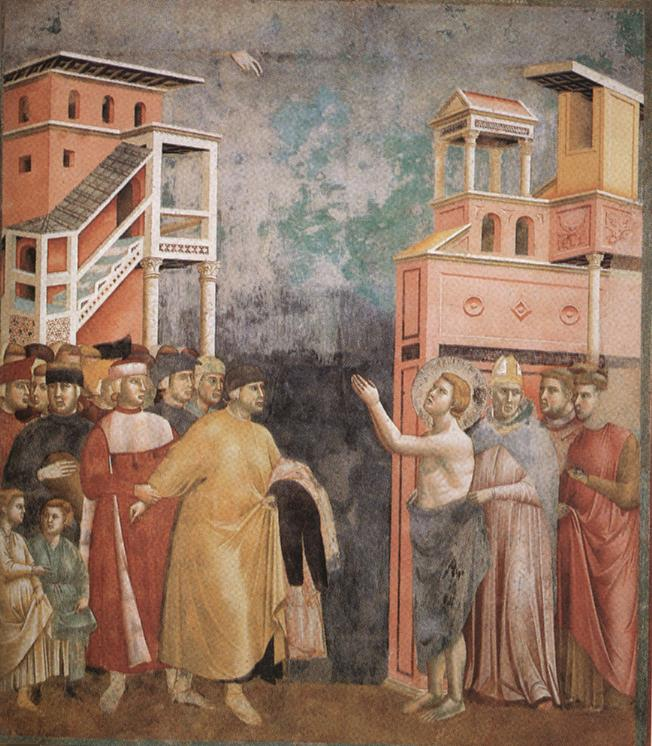
San Francesco rinuncia ai beni terreni nel ciclo di Assisi

### Conferma della Regola francescana

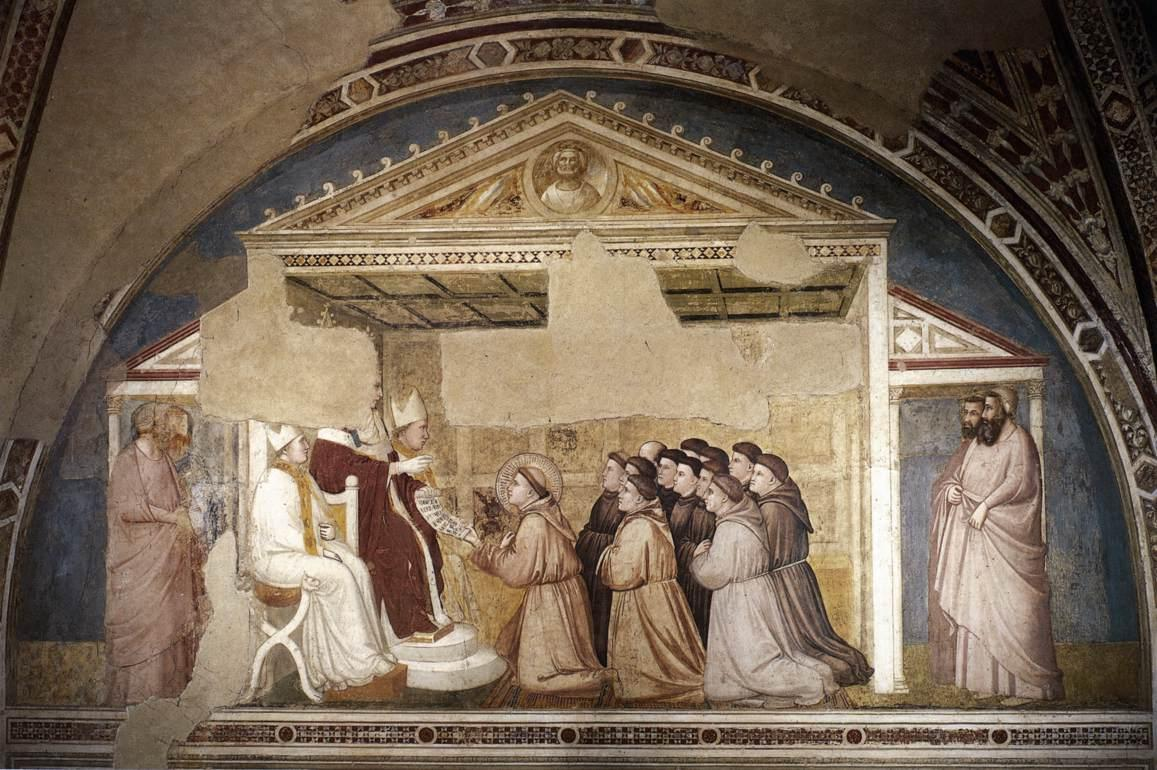
Conferma della Regola francescana

In un edificio classicheggiante, decorato da un timpano su cui si trova un medaglione scolpito con san Pietro (quindi in Vaticano, alla corte del papa), san Francesco e i suoi compagni ricevono l'approvazione della Regola da parte di Innocenzo III. Accanto al papa siedono due cardinali vestiti riccamente di bianco, mentre in due ali laterali, che ricordano due navate minori, si trovano personaggi in piedi.
Rispetto alla versione ad Assisi i gruppi di personaggi sono invertiti e diversa è l'ambinetazione architettonica, più espansa in larghezza per meglio sfruttare il formato rettangolare.

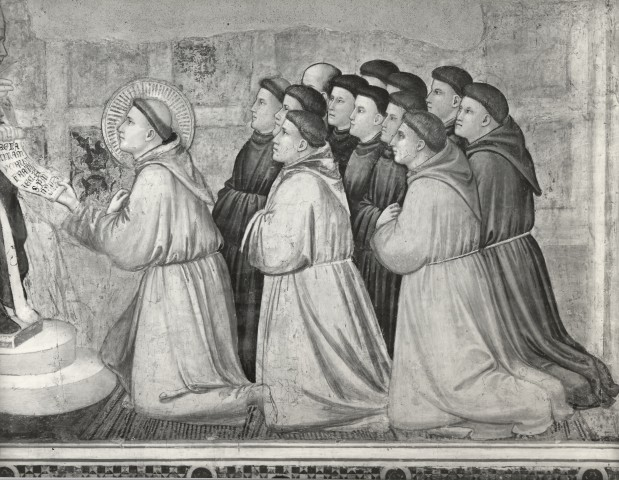
Dettaglio in bianco e nero
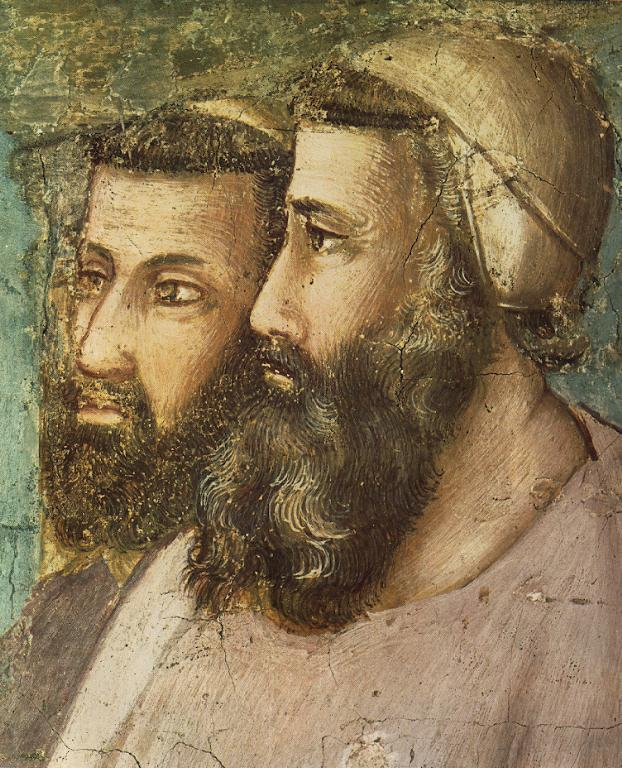
Dettaglio
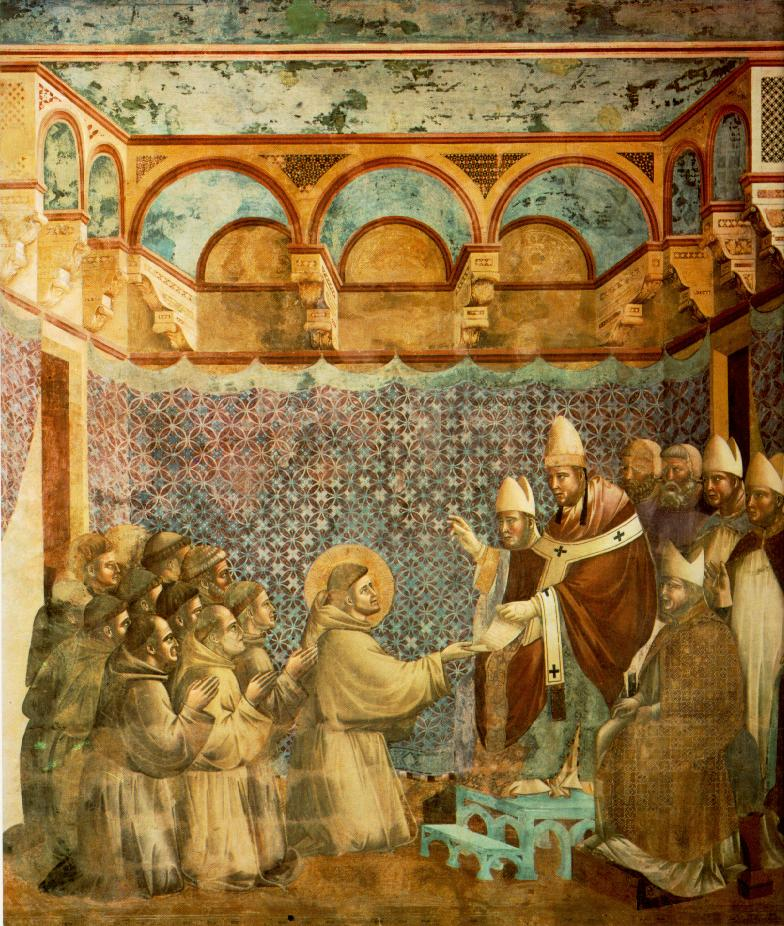
Innocenzo III conferma la Regola francescana

### Prova del fuoco

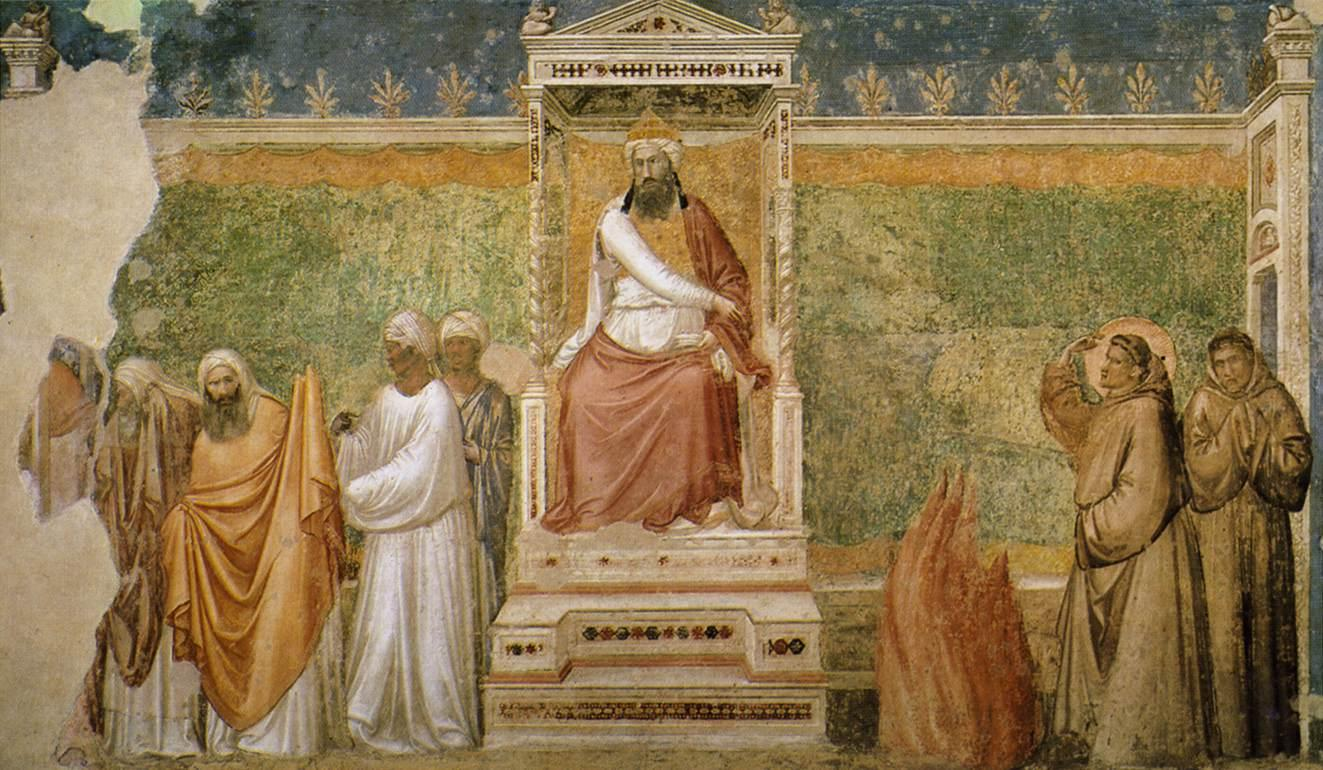
Prova del fuoco

La scena della Prova del fuoco è sostanzialmente diversa da quella ad Assisi. Il sultano si trova al centro assiso su un trono in posizione frontale, con alle spalle un alto muro, decorato da parati tessili, che compone, con le pareti in scorcio ai lati, una stanza quadrangolare aperta al cielo, con tanto di palmette che spuntano in alto. A destra Francesco, vicino a un compagno, si mostra disponibile a subire la prova del fuoco per dimostrare la veridicità della fede cristiana, mentre a sinistra i dotti musulmani, nonostante l'invito del sultano, si rifiutano allontanandosi impauriti. La scena si svolge quindi tutta sul primo piano con i personaggi molto variati nelle attitudini e nei gesti. Il ritmo disteso ma eloquente, così come il rigoroso impianto, sembrano preannunciare certe sacre conversazioni del Quattrocento fiorentino, dove il motivo della parete di sfondo che copre un giardino divenne tra i più usati.
Per la qualità pittorica del rimanente e le novità iconografiche la scena è interamente riferita alla mano del maestro.

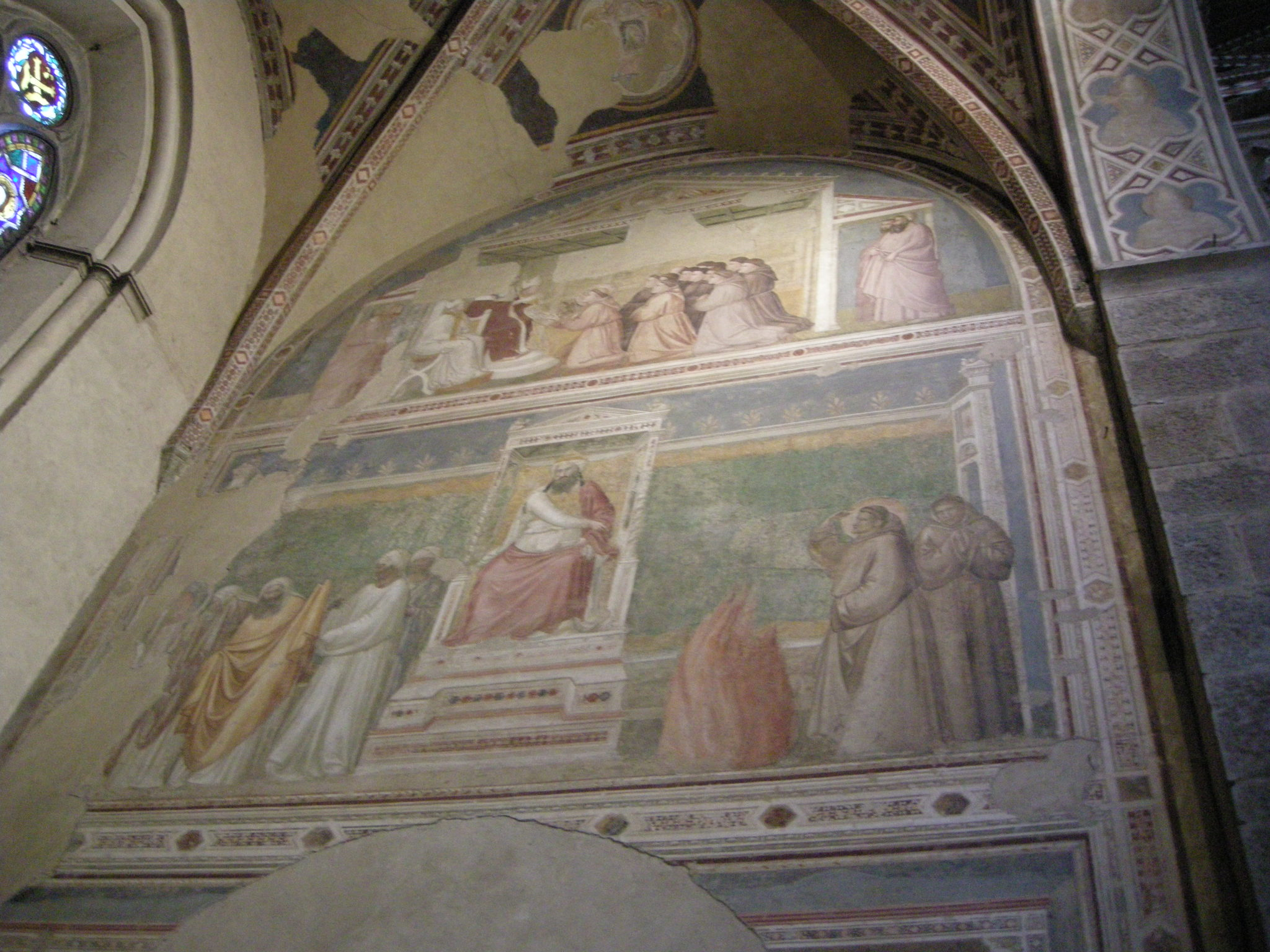
La scena nella parete
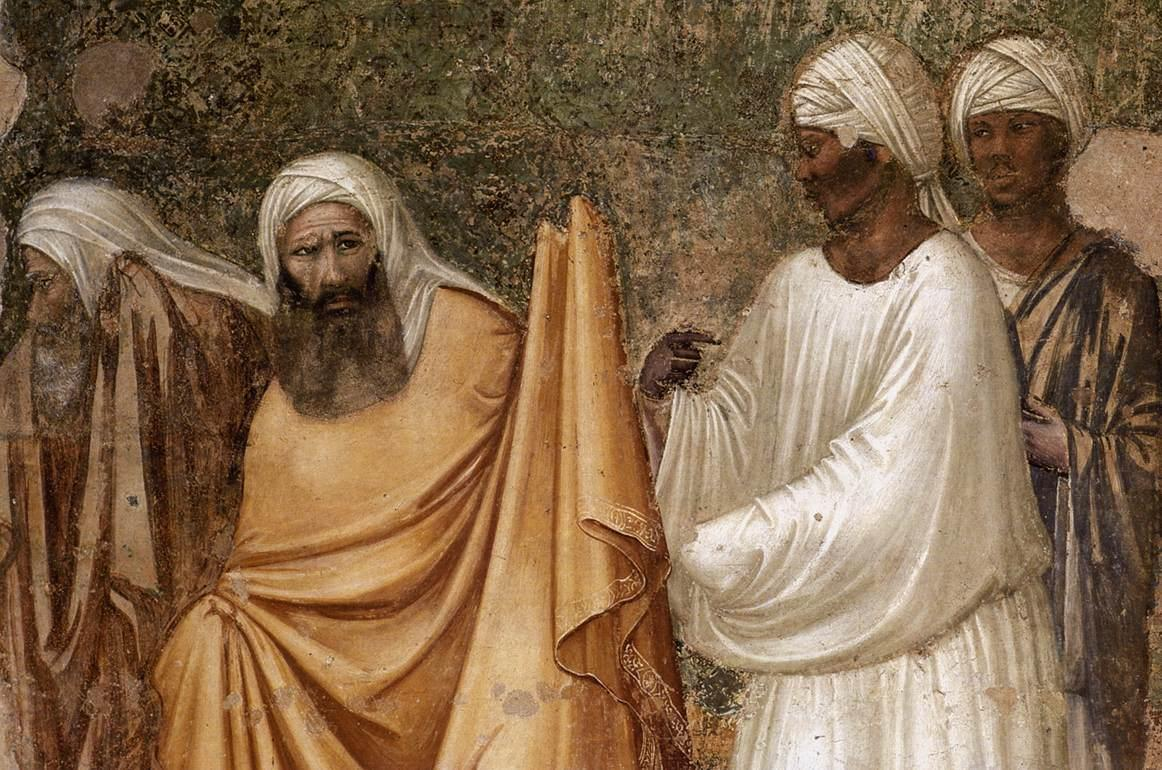
Dettaglio
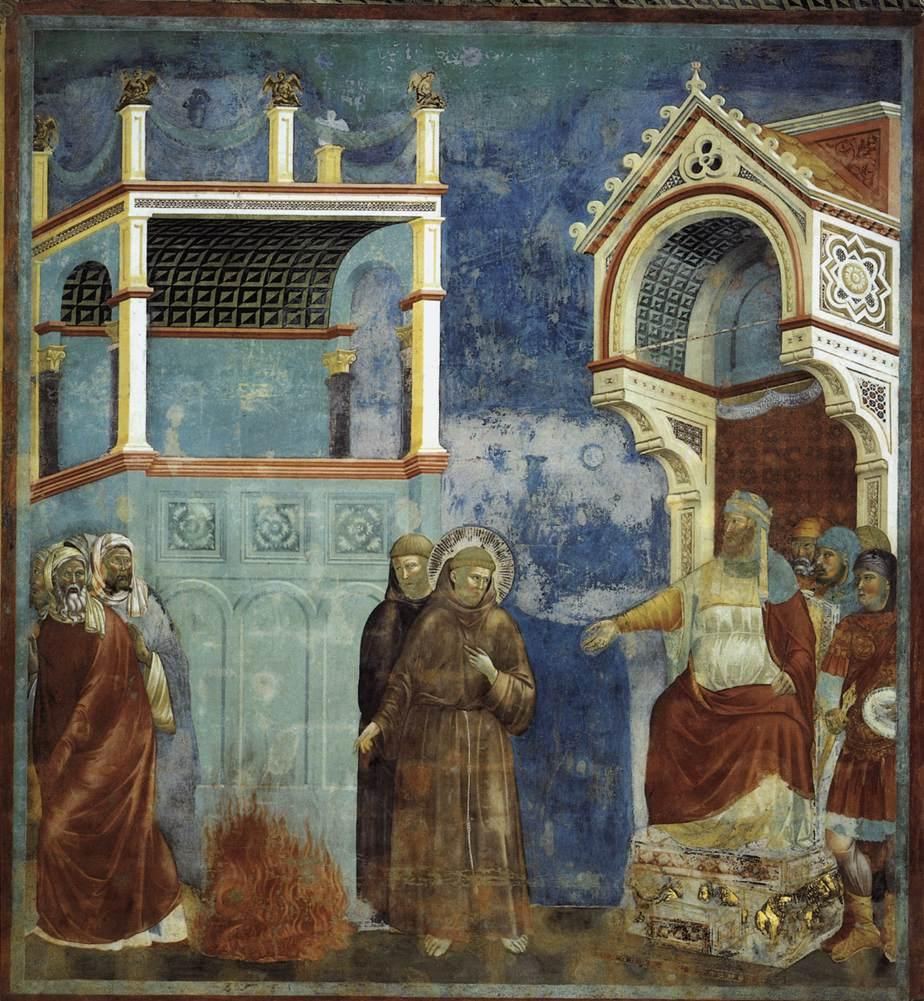
San Francesco davanti al Sultano ad Assisi

### Stimmate di san Francesco

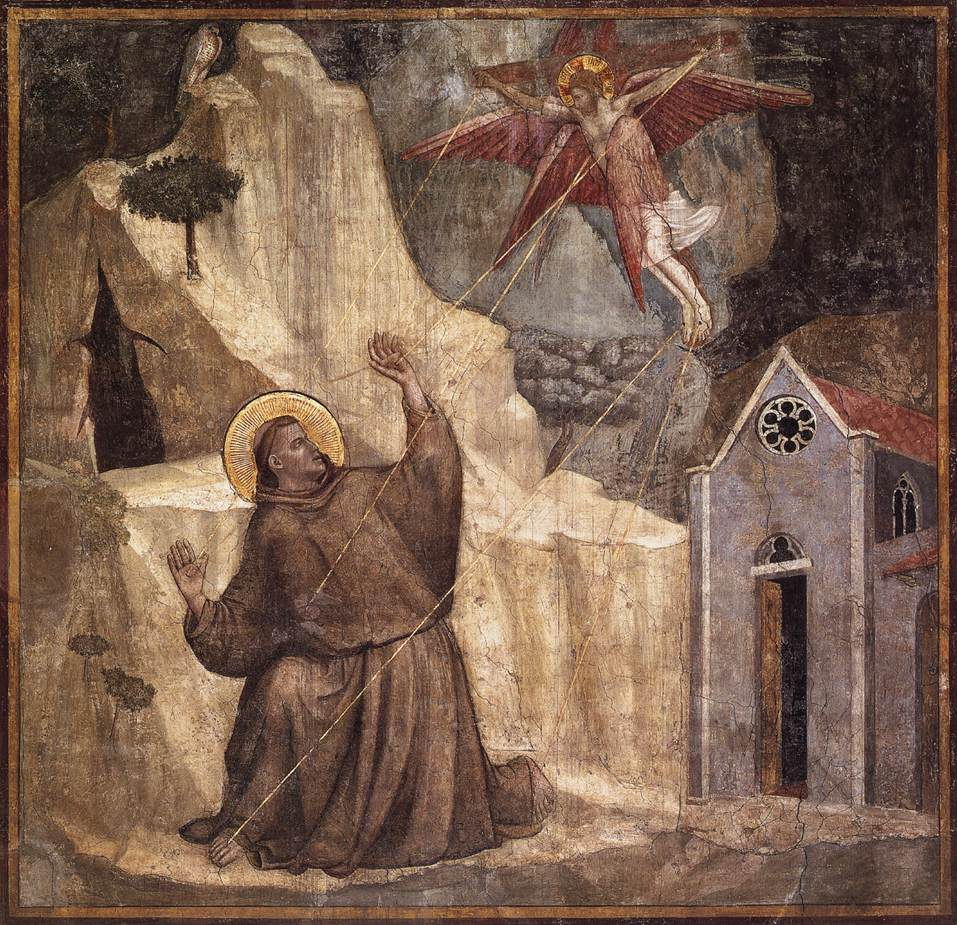
Stimmate di san Francesco

La scena delle stigmate venne scelta come episodio più rilevante della vita del santo e dipinto in un grande riquadro sopra l'arco di ingresso, La scena riprende quella di Assisi, con alcune differenze iconografiche (è sparito frate Leone) e, soprattutto, con una padronanza della composizione e del movimento dei protagonisti molto più complessi e maturi. Francesco, per meglio far capire la scena, ha il busto completamente ruotato verso lo spettatore, comprese le mani, mentre i piedi sono divaricati come a sondare lo spazio circostante. Il crocifisso appare più vicino, con i raggi dorati che dalle ferite di Cristo colpiscono il santo, il paesaggio è più arido, con crepacci nella rupe, che rappresenta il monte della Verna. In alto, sulla cime del monte, si trova un falcone.
Per quanto consunta, l'opera viene considerata pienamente autografa. Sotto la scena, ai lati dell'arco, si trovano Adamo ed Eva entro un clipeo ciascuno.

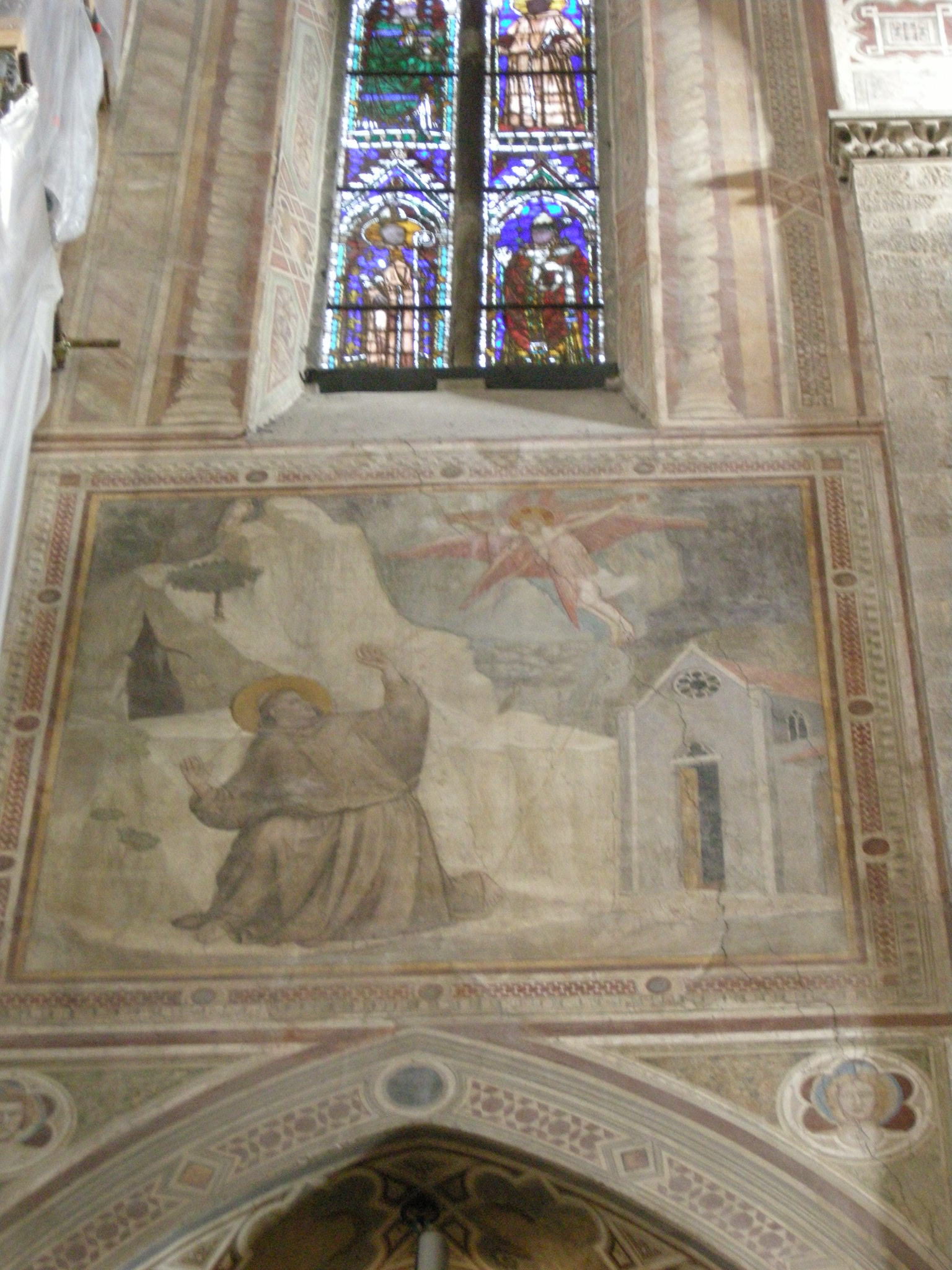
L'affresco sopra l'arcone
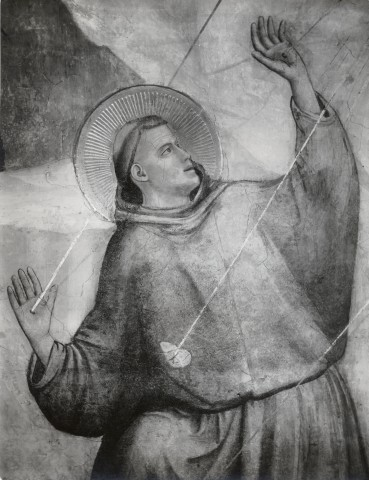
Dettaglio in bianco e nero
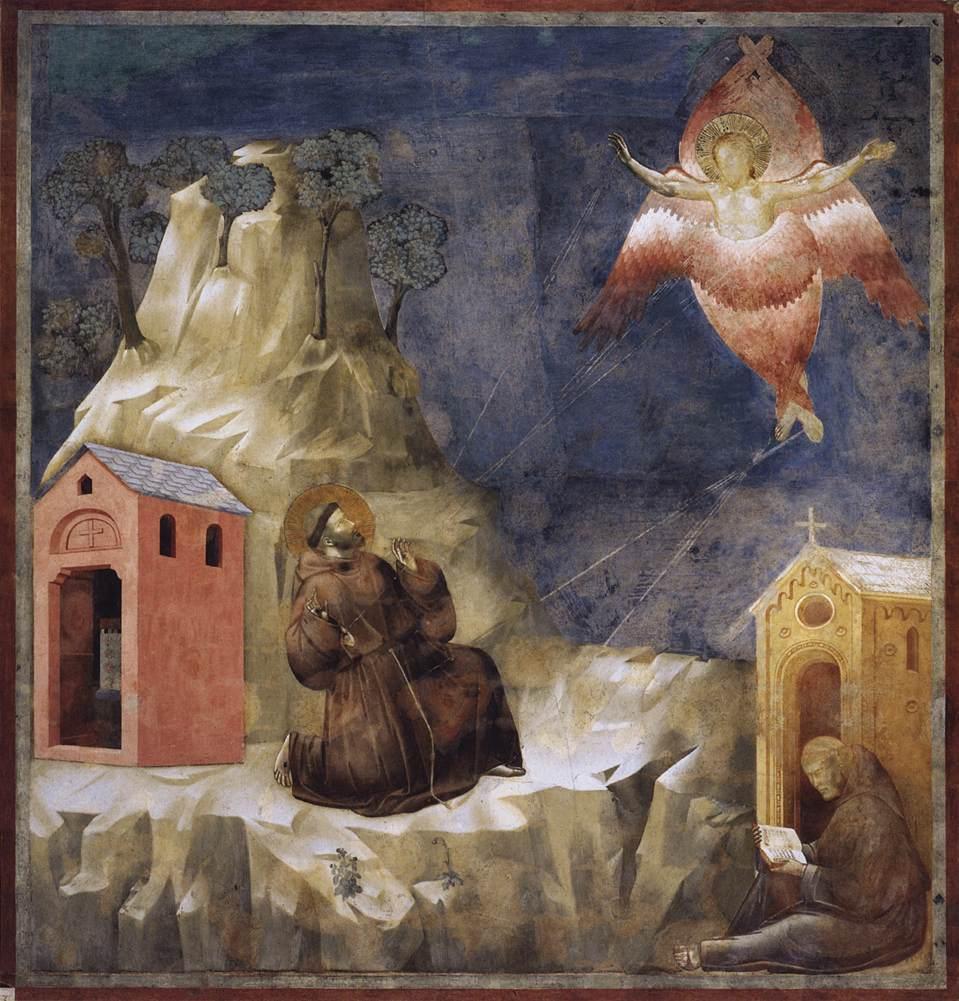
San Francesco riceve le stimmate, Assisi

### Apparizione al Capitolo di Arles

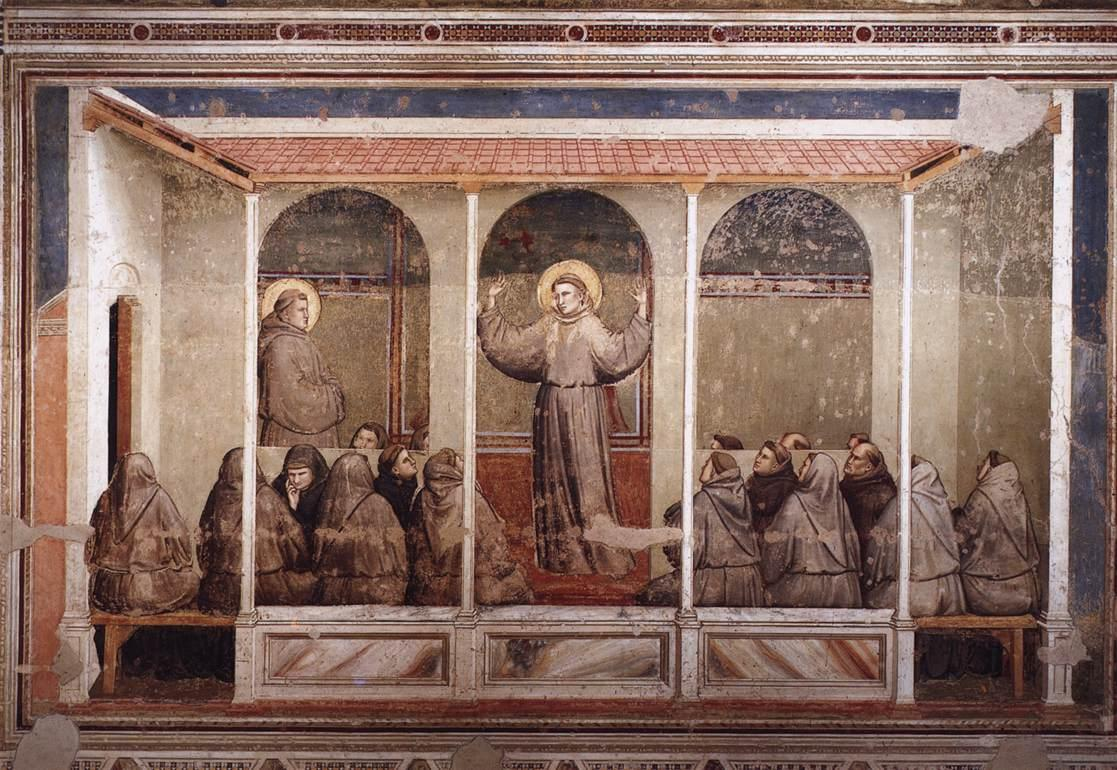
Apparizione al Capitolo di Arles

Anche la scena dell'Apparizione al Capitolo di Arles differisce profondamente da quella di Assisi. Confermate sono le pose di Francesco, miracolosamente apparso a braccia levate, di sant'Antonio da Padova (qui però nell'altro lato della stanza, visibile attraverso un arco, dal quale spuntano anche le teste di qualche altro frate seduto oltre) e di alcuni frati come quello dormiente, però appare radicalmente mutata la scatola prospettica. Giotto qui scelse infatti di sperimentare un tipo diverso di prospettiva, a pianta centrale e ribaltata, nel senso che, a guardare la forma del tetto, le parti più lontane, anziché rimpicciolirsi, si allargano, creando un'inconsueta sagoma trapezoidale. Ciò permise all'artista di mostrare anche i lati della sala del Capitolo, dove continuano le panche dei frati, di spalle, con un effetto di ampiezza dilatata e a respiro più vasto.
La figura di Francesco appare solenne ed evocativa più che mai, grazie all'inquadratura attraverso la porta ad arco che, con gli archi delle finestre laterali, crea una sorta di trittico, limpido e razionale, separato dalle colonnine della stanza, a cui si ispirarono anche gli artisti del primo Rinascimento.

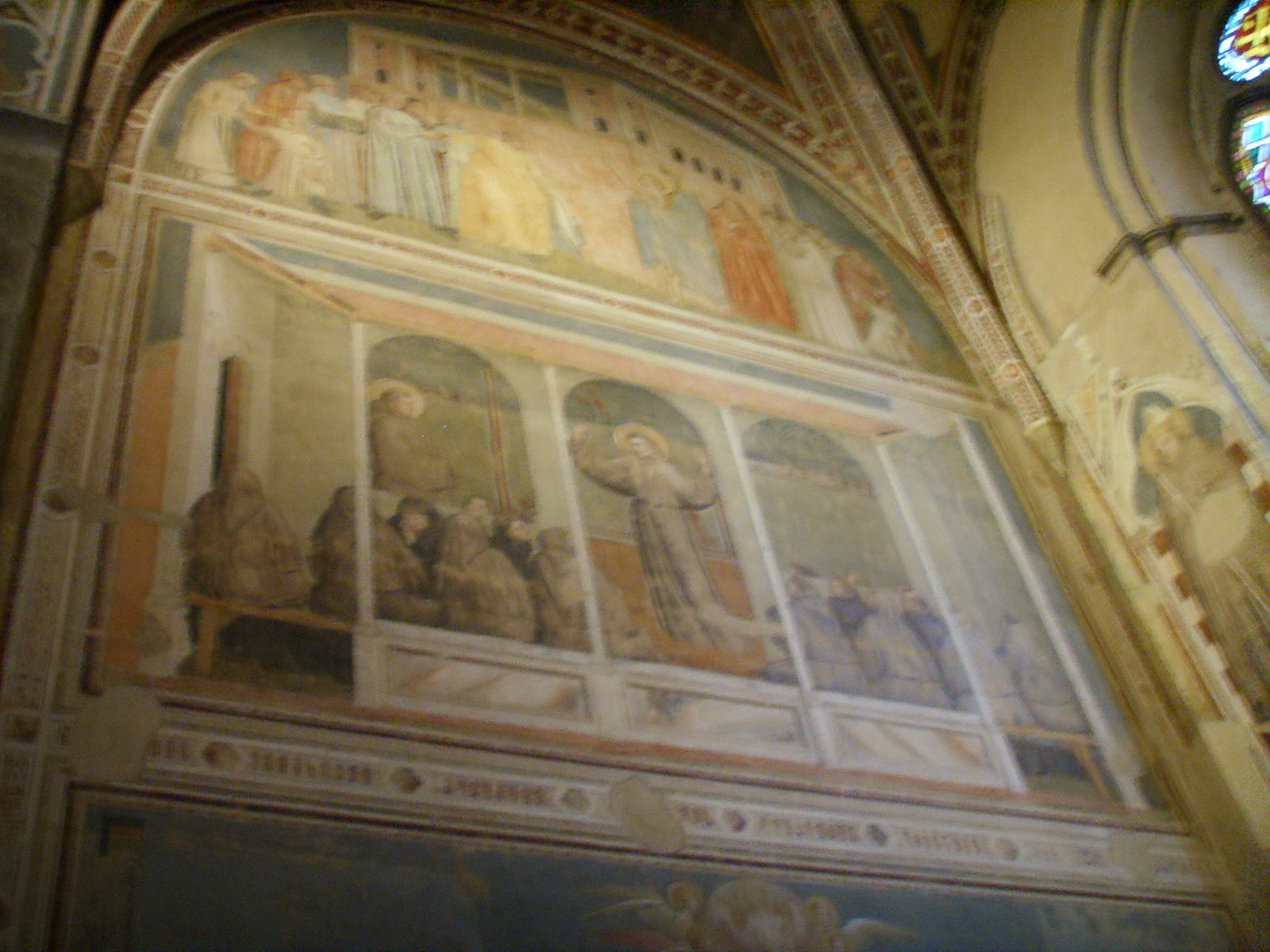
La scena nella parete
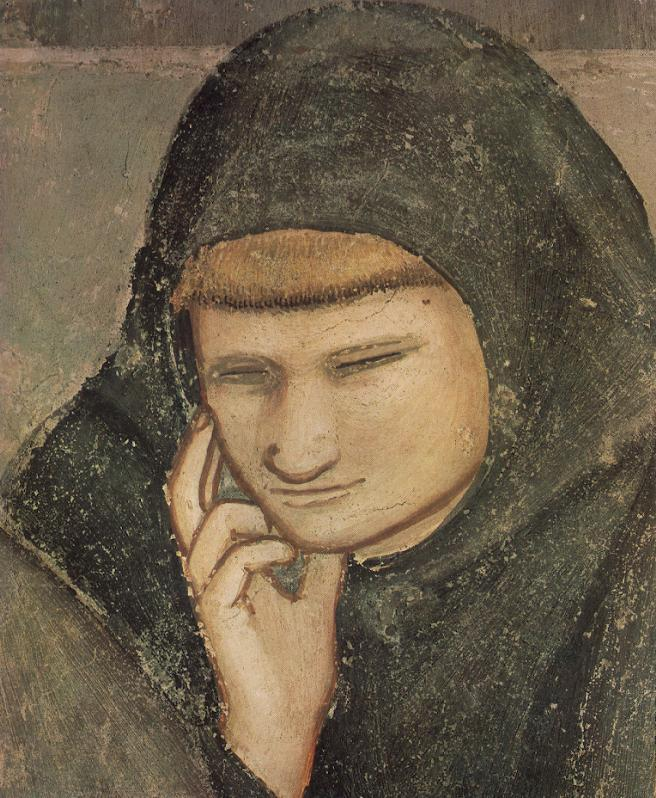
Dettaglio
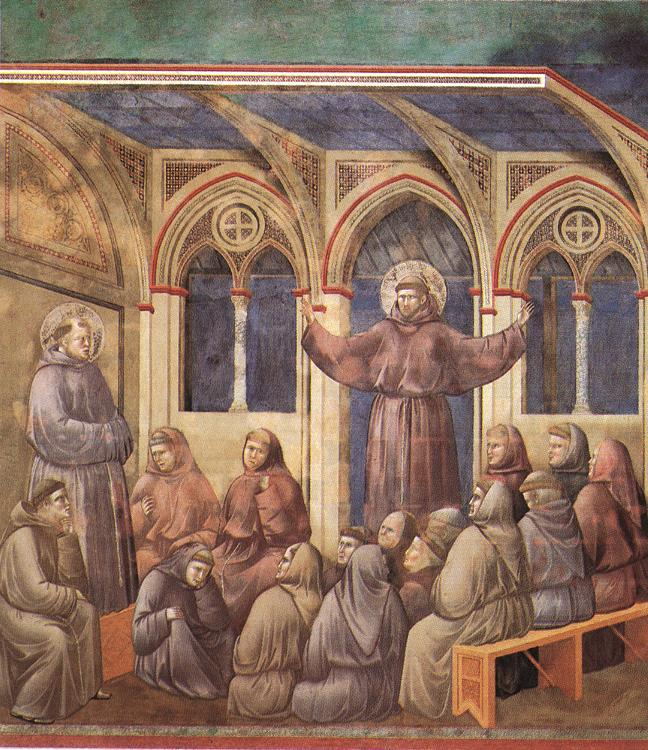
San Francesco appare al Capitolo di Arles ad Assisi

### Esequie di san Francesco

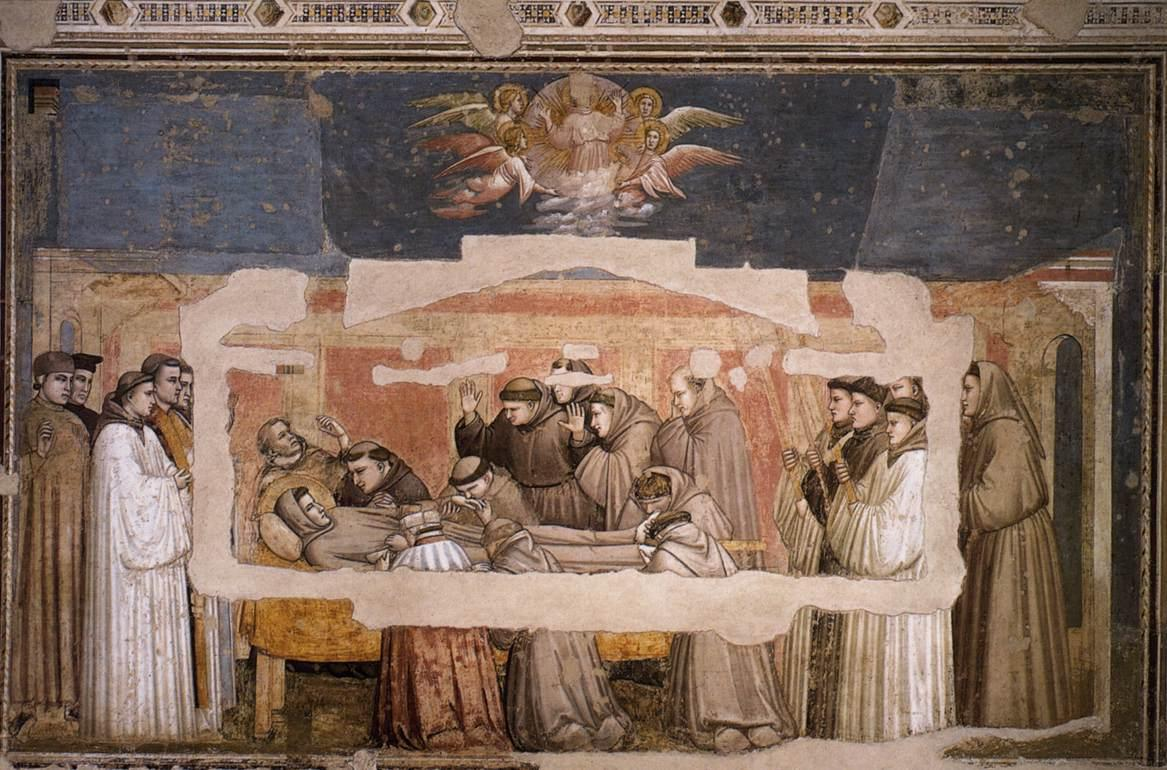
Esequie di san Francesco

Nelle Esequie di san Francesco sono fuse tre scene: il compianto funebre del santo, attorniato dai compagni fraticelli, la verifica delle stigmate da parte del medico Girolamo e l'ascensione di Francesco, la cui anima viene portata in cielo in estasi da un gruppo d'angeli entro un nimbo.
L'ambientazione è semplice: davanti a una parete dritta, decorata da specchiature marmoree, si trova il cataletto del santo, accerchiato dai frati che hanno gesti ed espressioni che scandagliano vari sentimenti, dalla disperazione di quello che leva le mani, alla sorpresa, dallo smarrimento al muto dolore, fino all'affettuoso omaggio di quelli che gli baciano mani e piedi. Ai lati si trovano poi due gruppi che rendono omaggio alla salma, di chierici e gente comune, silenziosi e composti. Il gonfalone che tiene i tre giovani chierici sulla destra genera una linea di forza che conduce l'occhio dello spettatore dritto alla rappresentazione dell'ascensione, in alto al centro.
Scena più famosa del ciclo, nonostante le lacune dovute all'inserimento di un monumento sepolcrale nella parete (che però fortunatamente non ha cancellato nessuna testa), fu studiatissimo ancora nel Rinascimento per la viva espressività, misurata al tempo stesso e solenne, rappresentando un riferimento fondamentale, ad esempio, per l'arte di Domenico Ghirlandaio.

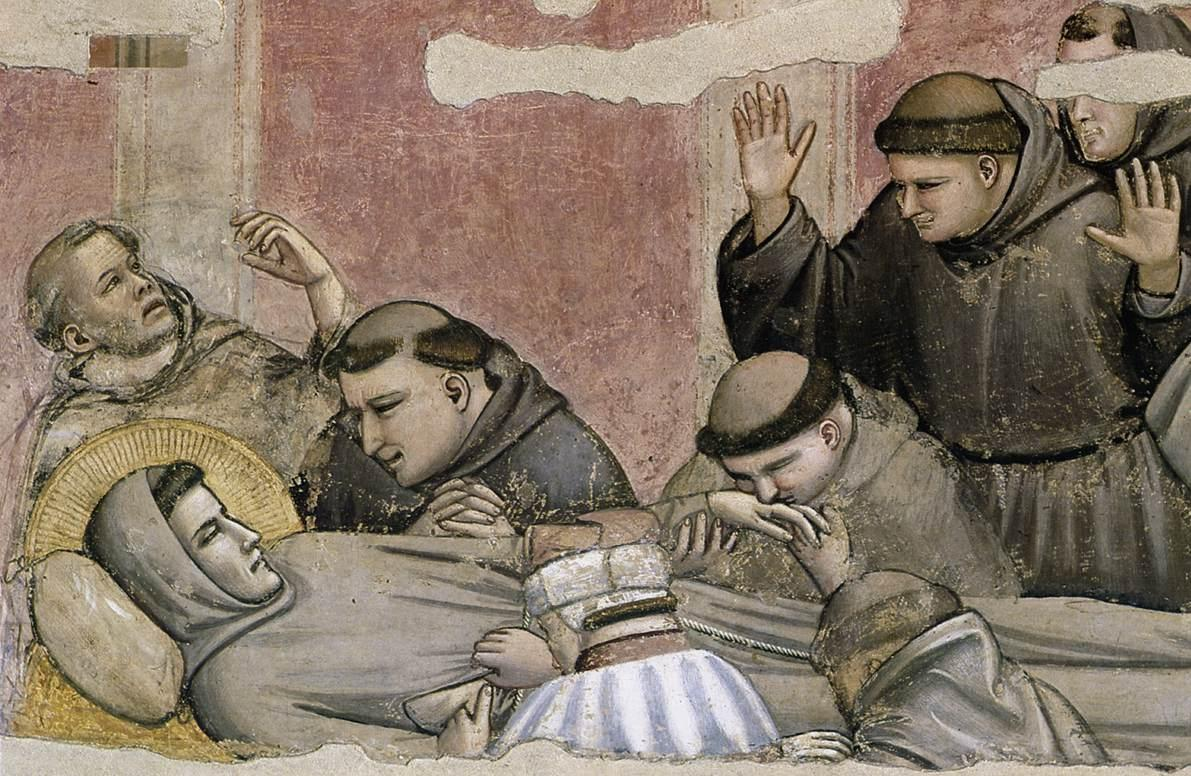
Dettaglio
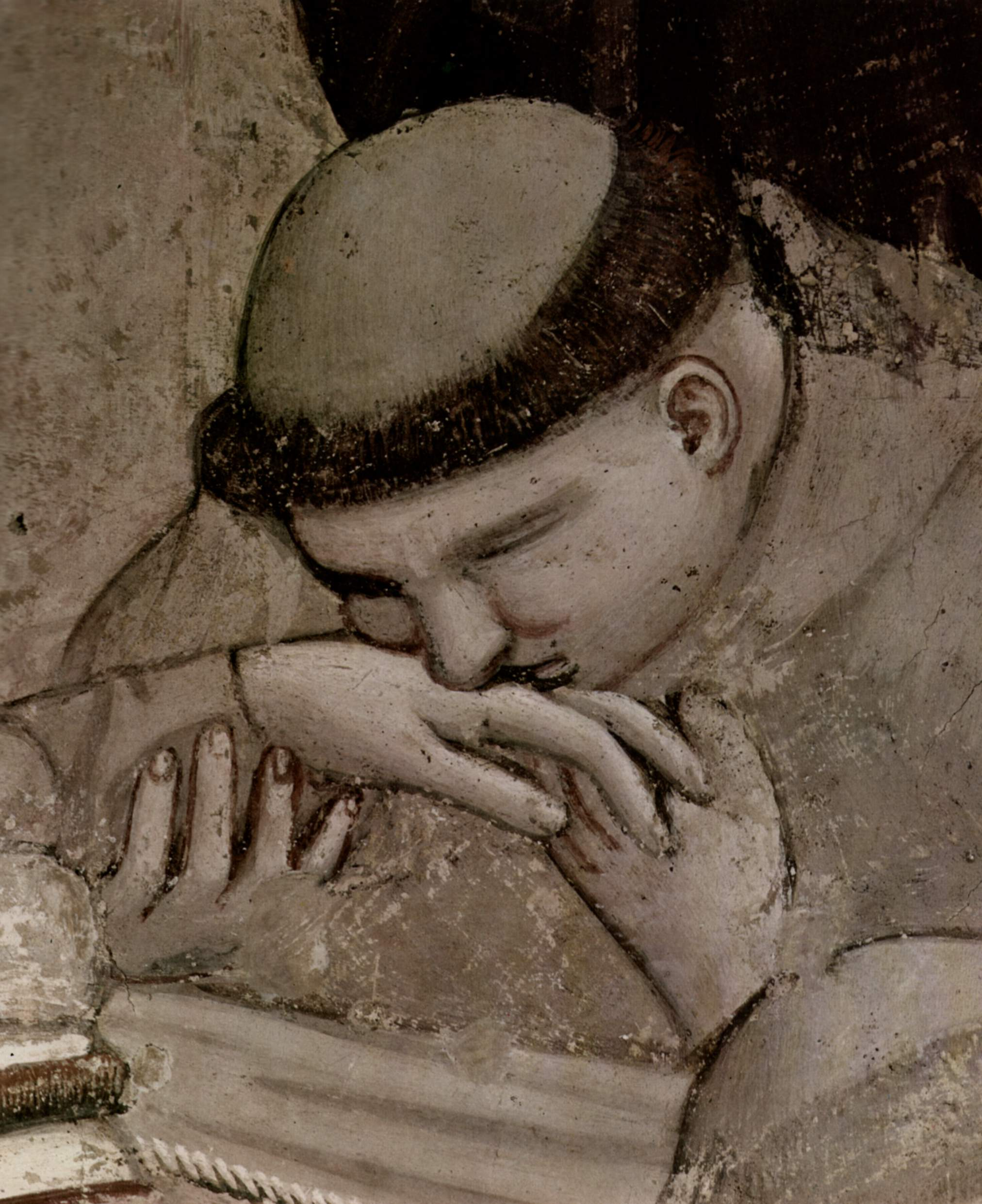
Dettaglio
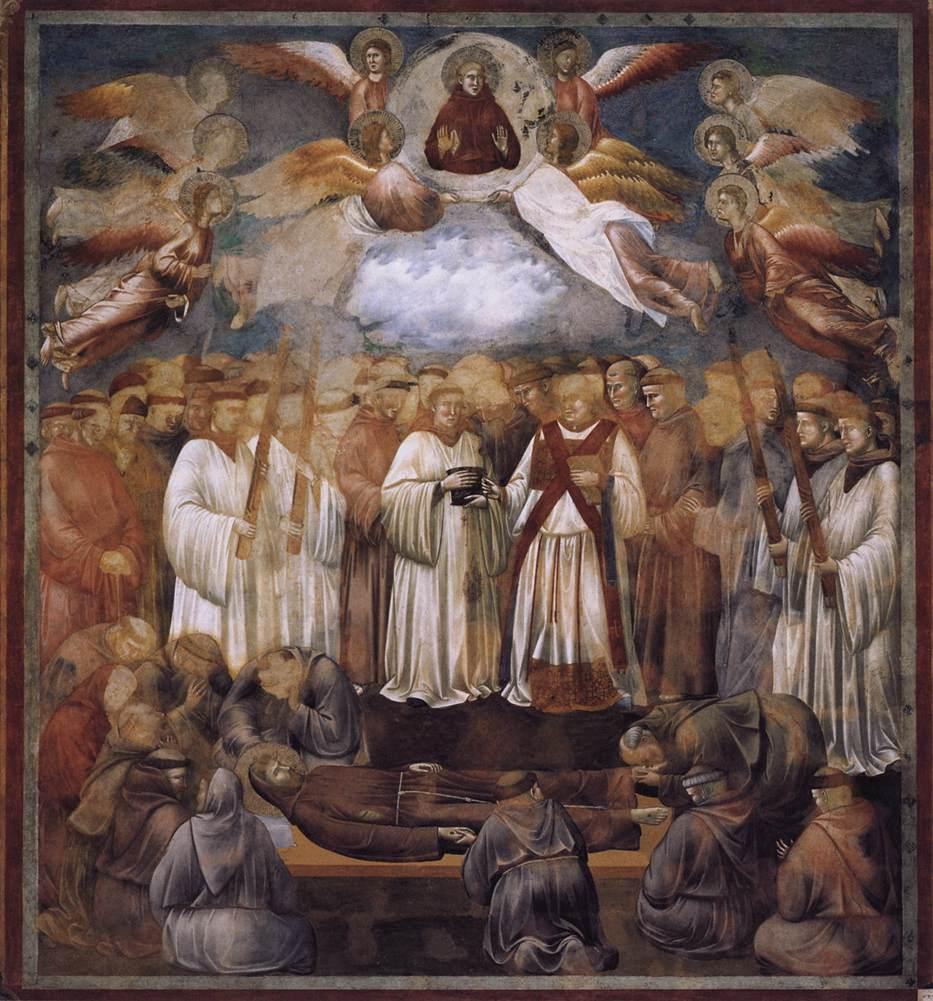
Morte di san Francesco ad Assisi

### Visioni dell'ascensione di san Francesco

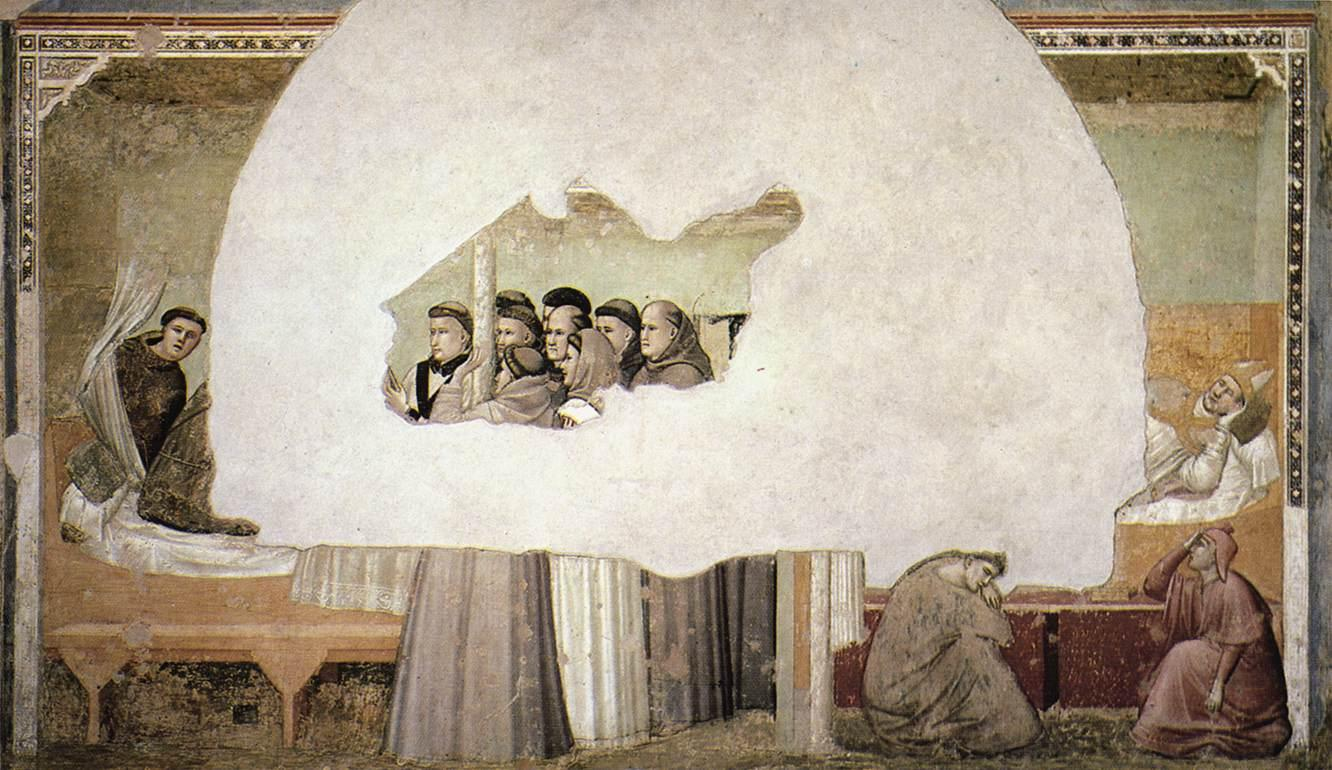
Visioni dell'ascensione di san Francesco

La scena della Visioni dell'ascensione di san Francesco è la più danneggiata del ciclo. Posta nel registro inferiore della parete destra, mostra due stanze dove, secondo la Legenda maior di Bonaventura da Bagnoregio, frate Agostino e il vescovo di Assisi, entrambi nel Gargano, ebbero miracolose visioni di Francesco appena morto. Il frate, a sinistra, si alza dal suo letto piegandosi e, magari, pregando stupito (la sua figura è quasi del tutto perduta), tra lo stupore dei confratelli; il vescovo giace nella stanza a destra, assistito da due inservienti ai piedi del suo letto e davanti a lui, probabilmente, doveva trovarsi la figura del santo.
Nonostante lo stato mutilo, i frammenti mostrano una qualità davvero notevole che è stata riferita alla mano diretta del maestro.

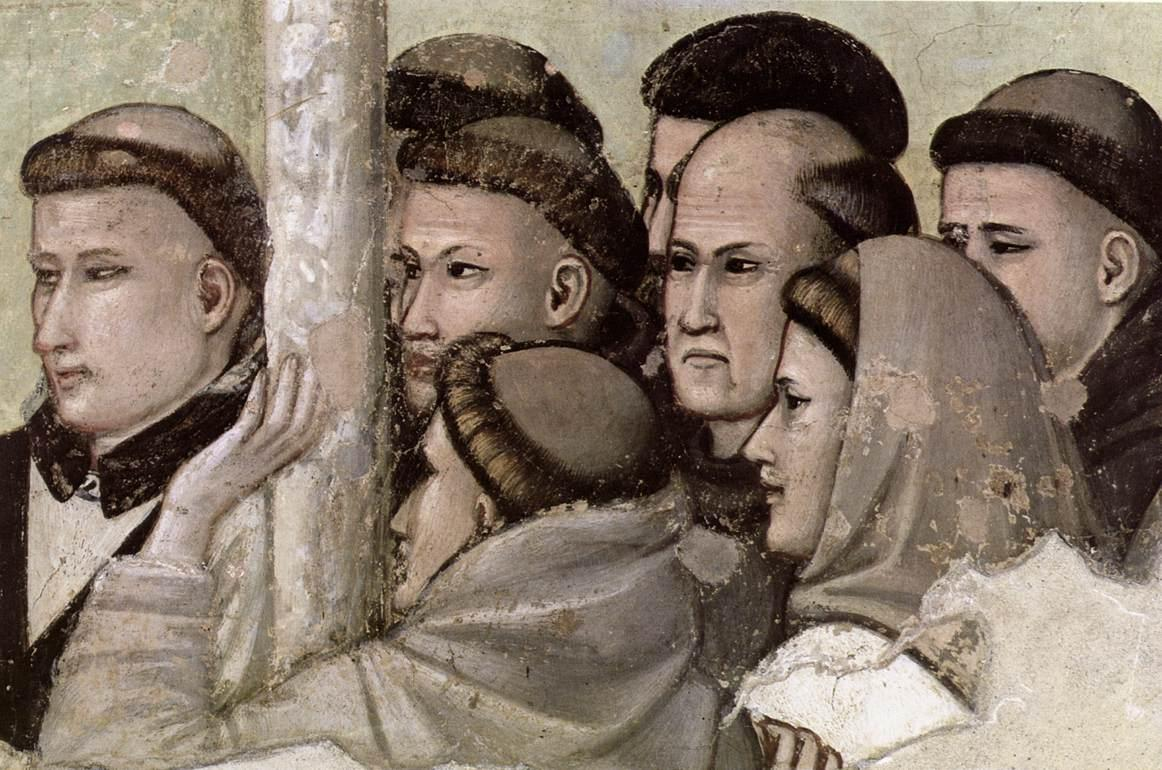
Dettaglio
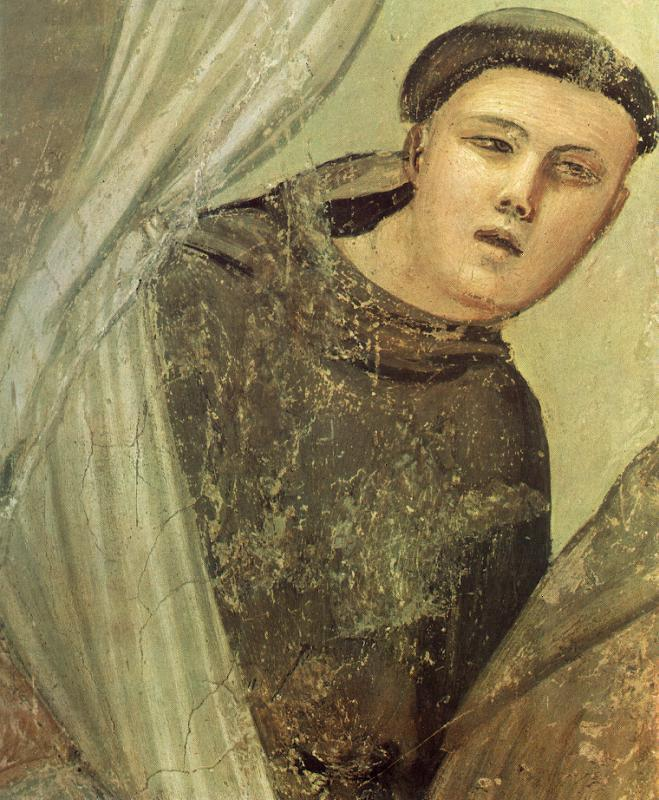
Dettaglio
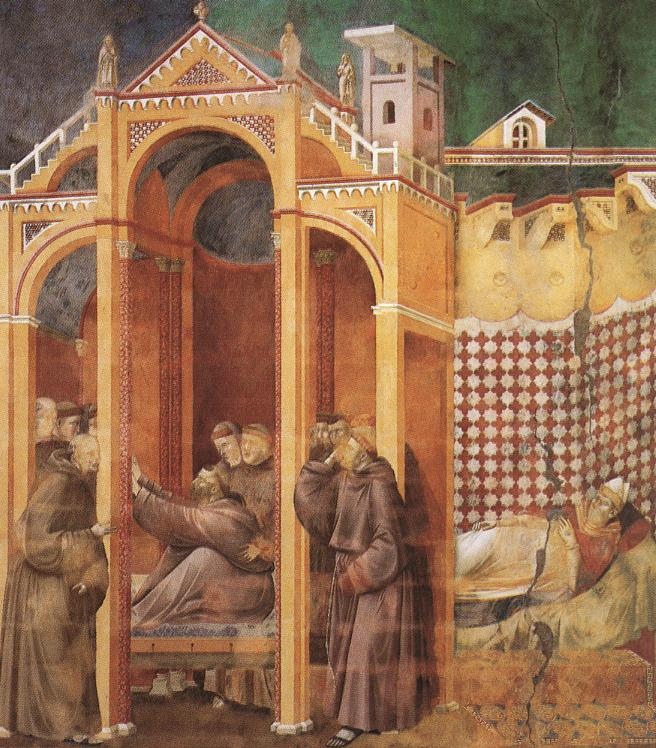
Visioni di frate Agostino e del vescovo di Assisi ad Assisi

## Altre scene

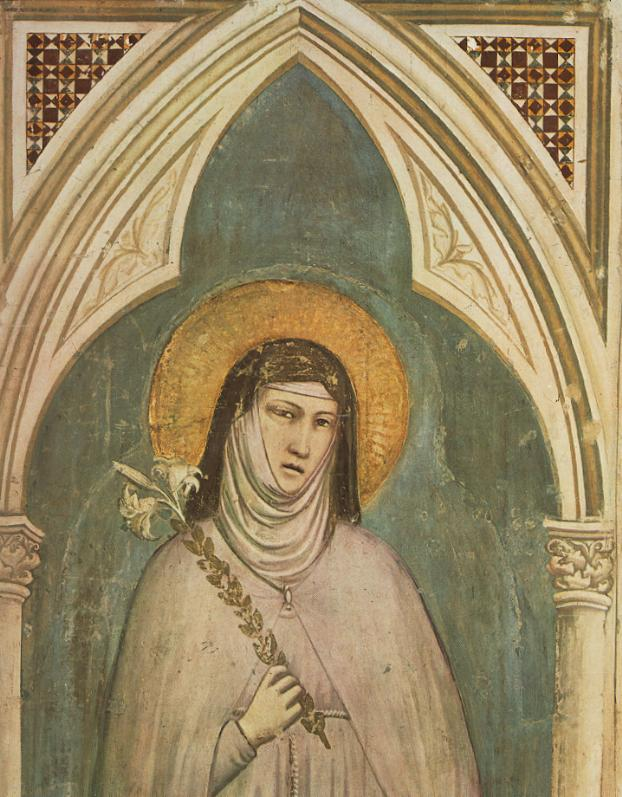
Santa Chiara

Dei tre santi della parete di fondo, sicuramente Santa Chiara è quella che rivela una maggiore partecipazione del maestro. Nella volta costolonature diagonali con decori in stile cosmatesco dividono le vele con figure allegoriche entro cornici lobate. In una un francescano porta l'indice alla bocca a richiamare il silenzio ed è quindi stata letta come Allegoria dell'Obbedienza. Un'altra simboleggia la Castità, mentre le altre due sono pressoché illeggibili; una forse rappresentava la Povertà.
Le fasce ornamentali riportano motivi a girali vegetali e finti marmi policromi, intervallate da facce che spuntano tra i racemi o medaglioni con busti di santi.

## Stile
Giotto preferì dare maggiore importanza alla figura umana, accentuandone i valori espressivi, probabilmente, per assecondare la svolta in senso pauperistico dei Conventuali operata in quegli anni. I colori sono più cinerini e si assiste a una maggiore sobrietà. Anche la resa è più sommaria, con pennellate più veloci, ma molto espressive. Il santo appare insolitamente imberbe in tutte le storie.
Le composizioni sono molto semplificate (c'è chi parla di "stasi inventiva" del maestro) ed è la disposizione delle figure a dare il senso della profondità spaziale come nel caso delle Esequie di san Francesco. Rispetto alle Storie di san Francesco assisiati, i fondali non sono più scatole chiuse, ma seguono un ordinamento spaziale più aperto e dagli affetti grandiosi. Accentuata è inoltre la resa delle emozioni con gesti eloquenti, come quelli dei confratelli che si disperano davanti alla salma distesa, con gesti ed espressioni incredibilmente realistici, ma di drammaticità pacata. Un'altra novità, già in uso nella Cappella Peruzzi, è l'uso di panneggi larghi e gonfi, che accentuano la presenza volumetrica e plastica dei corpi che avvolgono. Svanita è invece la vivacità delle scene assisiati, sacrificata ad una maggiore sacralità aulica.
Decisamente proto-rinascimentale è la composizione nella scena della Prova del fuoco, dove il sultano è assiso su un trono al centro della scena, e ricorda alcune solenni Maestà di artisti quattrocenteschi.
Queste pitture influenzarono molto le generazioni successive di pittori fiorentini: per esempio Domenico Ghirlandaio, 150 anni dopo, si rifece ancora agli schemi della Cappella Bardi per creare le scene francescane della Cappella Sassetti in Santa Trinita.

## La pala d'altare

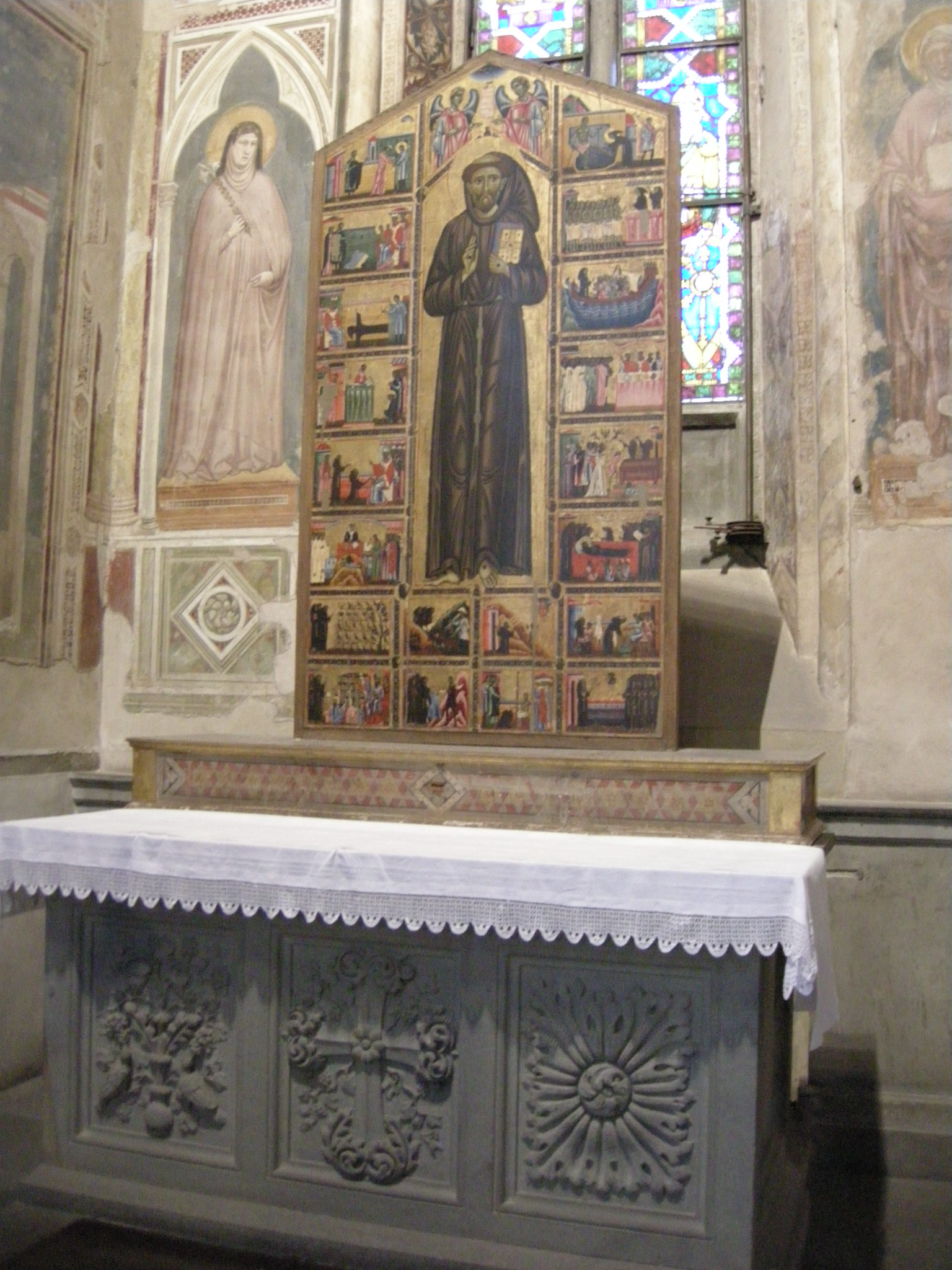
Cappella Bardi con la pala del Maestro del San Francesco Bardi

Sull'altare è conservata una pala con San Francesco e le sue storie del cosiddetto Maestro del San Francesco Bardi, di fine del Duecento. Alcuni ipotizzano che vi possa aver lavorato anche Coppo di Marcovaldo.